# Postrzałka kafryjska
Postrzałka kafryjska, postrzałka (Pedetes capensis) – gatunek ssaka z rodziny postrzałkowatych (Pedetidae). Postrzałki kafryjskie występują na piaszczystych, trawiastych równinach wschodniej i południowej Afryki.

## Zasięg występowania
Postrzałka kafryjska jest szeroko rozpowszechniona w południowej Afryce, w środkowej i południowej Angoli, południowej Demokratycznej Republice Konga, zachodniej Zambii, Namibii (z wyjątkiem pustyni Namib), Botswanie, Zimbabwe (z wyjątkiem północnej części), południowym Mozambiku i znacznej części Południowej Afryki (z wyjątkiem większości Prowincji Przylądkowej Zachodniej, Mpumalangi i KwaZulu-Natal).

## Taksonomia
Gatunek po raz pierwszy naukowo opisał w 1778 roku niemiecki przyrodnik Johann Reinhold Forster nadając mu nazwę Yerbua capensis. Holotyp pochodził z obszaru blisko Stellenbosch, w Prowincji Przylądkowej Zachodniej, w Południowej Afryce.
Autorzy Illustrated Checklist of the Mammals of the World uznają ten takson za gatunek monotypowy.

### Etymologia
- Pedetes: gr. πηδητης pēdētēs „skoczek”, od πηδαω pedaō „skakać”[16].
- capensis: Przylądek Dobrej Nadziei (ang. Cape of Good Hope), Południowa Afryka[17].

## Morfologia
Długość ciała (bez ogona) 336–457 mm, długość ogona 390–485 mm; masa ciała 2,5–3,5 kg. Posiada długi, puszysty ogon swoich rozmiarów oraz kilkucentymetrowe uszy. Wyglądem ciała przypominają małe kangury, gdyż posiadają krótkie kończyny przednie i długie kończyny tylne. Charakterystyczny jest ich sposób poruszania się – jest to seria podskoków na obu stopach. Jednym skokiem mogą pokonać odległość nawet trzech metrów. Wzór zębowy: I {\displaystyle {\tfrac {1}{1}}} C {\displaystyle {\tfrac {0}{0}}} P {\displaystyle {\tfrac {1}{1}}} M {\displaystyle {\tfrac {3}{3}}} (x2) = 20.

## Ekologia

### Odżywianie
Postrzałki odżywiają się głównie zbożami. Są jednak przystosowane do jedzenia małych owadów.

### Tryb życia
Postrzałki kafryjskie są aktywne w nocy, większość czasu spędzając na zjadaniu traw. Żerują generalnie w okolicy nor, szczególnie podczas jasnych, księżycowych nocy, gdyż wtedy są najbardziej widoczne i narażone na atak ze strony drapieżników. W norach żyją samotnie, dzieląc się nimi jedynie ze swoim potomstwem, żerują natomiast w małych grupkach, przypuszczalnie po to, żeby się wzajemnie ostrzegać w przypadku nadchodzącego niebezpieczeństwa.
Postrzałki kafryjskie żyją w płytkich norach, które wygrzebują w piaszczystej glebie do głębokości 80 centymetrów, korytarze pod ziemią mogą mieć długość do 45 metrów. W przeciwieństwie do innych swoich krewniaków kopiących nory, postrzałki nie mają specjalnych komór gniazdowych. Nory są za to wyposażone w dużą liczbę otworów wyjściowych i korytarzy ewakuacyjnych, służących postrzałkom prawdopodobnie jako drogi ucieczki przed wężami i mangustami – zwierzętami, które na nie polują.

### Rozmnażanie
Kojarzenie się par rozrodczych ma miejsce cały rok, samice mogą rodzić trzy razy w roku, tylko jedno młode za każdym razem. Młode rodzi się owłosione, ma masę ciała około 300 g (dorosła postrzałka waży 3–4 kg), od razu widzi i jest natychmiast aktywne. Przebywa ono w norze do dwóch miesięcy pijąc mleko matki, potem zaczyna wychodzić na powierzchnię i zjadać pokarm roślinny.